# Darß
Darß (Darss) – środkowa część półwyspu Fischland-Darß-Zingst leżącego na południowym wybrzeżu Morza Bałtyckiego. Półwysep znajduje się w powiecie Vorpommern-Rügen w Meklemburgii-Pomorzu Przednim. Nazwa Darß była wcześniej używana także jako nazwa całego półwyspu.

## Toponimia
Nazwa Darß pochodzi od połabskiego słowa drači, oznaczającego cierniste krzewy.

## Charakterystyka
Na północnym krańcu Darß znajduje się latarnia morska Darßer Ort, która jest jednocześnie oddziałem muzeum morskiego w Stralsund. Tam też najlepiej można zauważyć procesy tworzące rzeźbę wybrzeża. W ciągu setek lat budulec był przemieszczany z południa tworząc rozciągnięte plaże piaskowe na północnym wybrzeżu Darß i półwyspu Zingst zmieniając jednocześnie florę i faunę parku narodowego.
Dawniej Darß słynął ze swojej dzikiej puszczy – do 1945 roku żyły tu ostatnie niemieckie żubry, przesiedlone tu w latach trzydziestych XX wieku. Hermann Göring, a później Erich Honecker urządzali tu polowania. Roślinność Darßu była przedmiotem badań Franza Fukarka. Obecnie duże części tego terytorium są pod ochroną i stanowią część Parku Narodowego "Vorpommersche Boddenlandschaft".
Turystyka jest znaczącym czynnikiem ekonomicznym dla tego regionu, a po zjednoczeniu Niemiec odgrywa coraz to większą rolę.

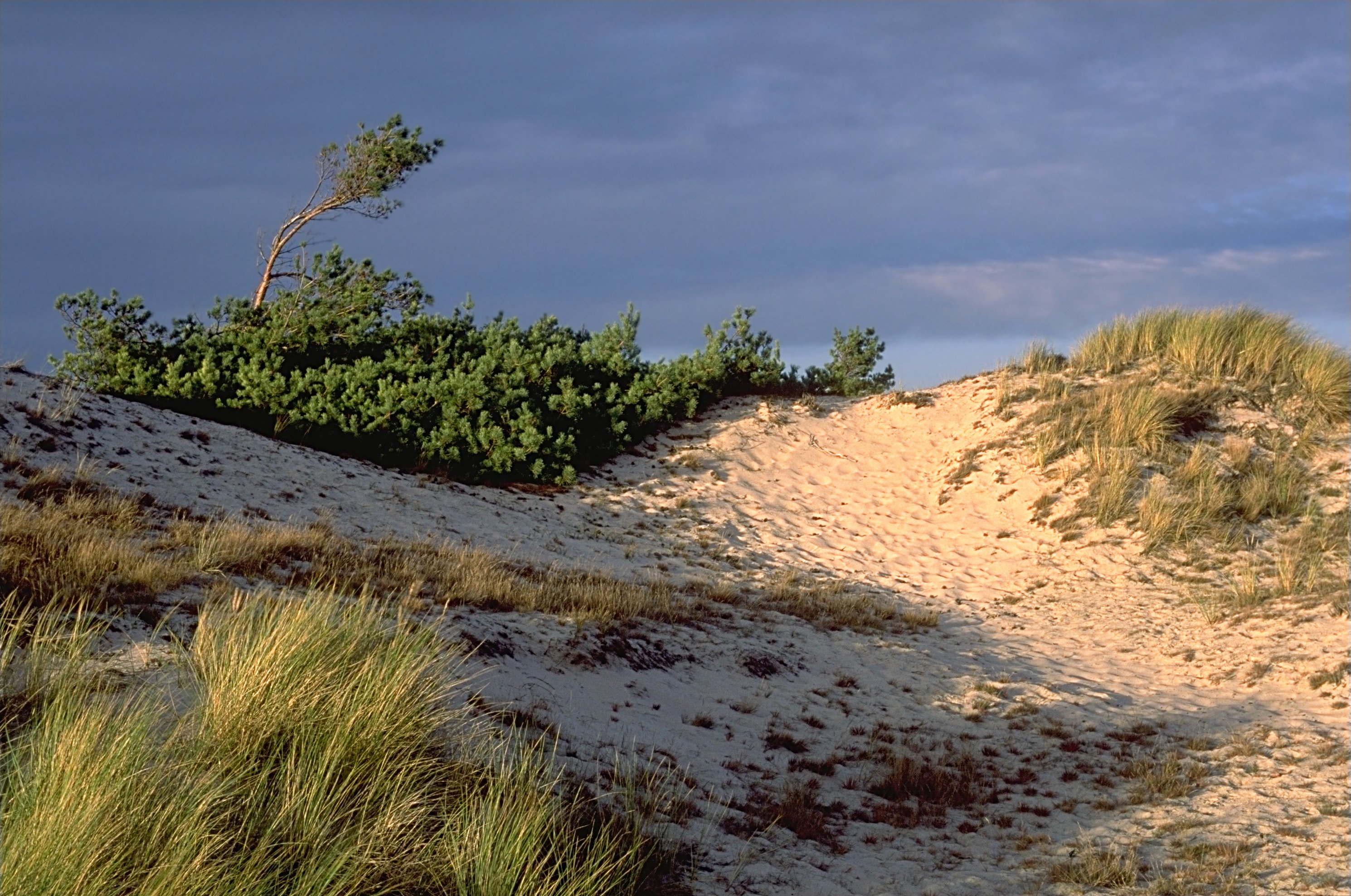
Wydmy na Darß
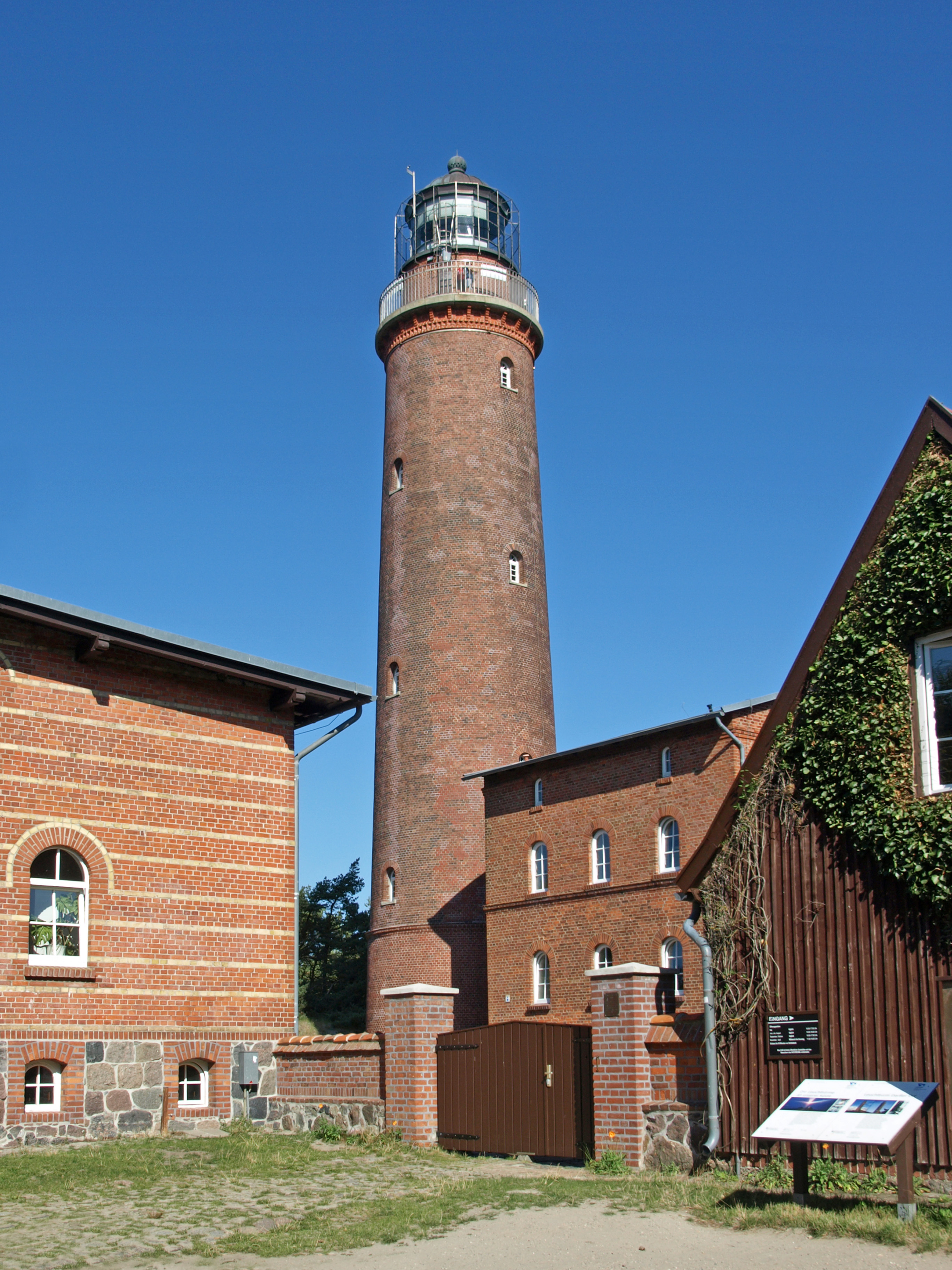
Latarnia Darßer Ort
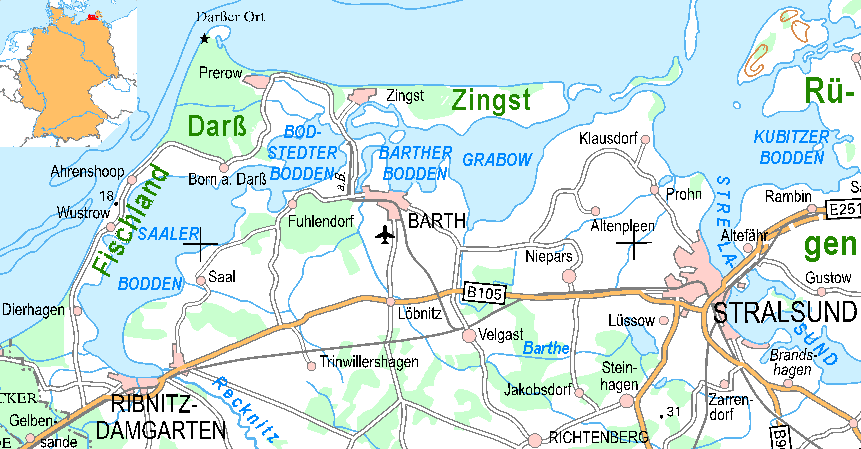
Fischland, Darß, ZIngst